# Zig & Sharko – Meerjungfrauen frisst man nicht!
Zig und Sharko ist eine französische Zeichentrickserie, die seit 2010 produziert wird. Sie ist nach Oggy und die Kakerlaken und Ein Heim für Aliens die dritte größere Serie aus dem Hause Xilam.

## Charaktere
- Zig, eine hungrige Hyäne, lebt auf einer Vulkaninsel und versucht ständig, Marina zu fressen. Deswegen schmiedet er mit Bernie boshafte Pläne, um Marina zu fangen.
- Marina ist eine Meerjungfrau, die sich meistens fröhlich, frech, liebevoll und kindlich verhält. Ihr bester Freund ist Sharko, der auch als Leibwächter gegen Zig fungiert. Zig jagt Marina ständig, aber sie scheint sich seiner Absichten nicht bewusst zu sein und ist immer freundlich, wenn sie ihn sieht.
- Sharko, ein Hai, verteidigt Marina vor Zig und dem Meeresgott Neptune. Außerdem ist er schwer in Marina verliebt.
- Bernie ist ein Einsiedlerkrebs, der zusammen mit Zig auf der Insel wohnt und ihm bei seinen boshaften Plänen zu helfen versucht, die jedoch immer scheitern.
- Neptune (1te Staffel) ist ein Meerjungmann, der sich als König sieht. Er wohnt in einem Palast auf dem Meeresgrund auf einer Klippe. Unter seinem Palast hängen mehrere Gefängnisse. Außerdem befehligt Neptune eine Orca-Garde, einen Koch (Hummer) und einen Kosmetiker (Krake).
- Neptune (ab 2te Staffel) ist der Vater von Marina.
- Der Kapitän, ein asiatischer, schielender Frachterkapitän, der in diversen Folgen der ersten Staffel versucht, mit seinem Schiff Zigs Insel zu passieren. Aufgrund seiner Doppelsicht rammt er dabei jedoch jedes Mal die Insel frontal, wirft anschließend ein Schlauchboot vom Heck und rudert in Schlangenlinien davon. An Bord seines Schiffes findet Zig jedes Mal irgendetwas, das er bei seinen Versuchen, Marina zu fangen, einsetzt.
- Die Schuhe (oder Schlappen) sind die Haustiere von Marina, und wenn sie angezogen werden geben sie ihr (und auch anderen Charakteren z.b. Zig oder Sharko) sehr dehnbare und auch lange Beine. Außerdem haben sie gelernt zu schwimmen. Wenn Marina die Schuhe verwendet, macht sie alles mit ihren Füßen.

In der Serie wird von den Charakteren kein einziges Wort gesprochen.

## Veröffentlichung
Die Serie wurde ab dem 21. Dezember 2010 bei Canal+ in Frankreich erstmals ausgestrahlt. Die deutsche Erstausstrahlung war am 5. September 2011 bei Super RTL.